# Цървена ябълка
 Тази статия е за селото в България.  За съседното село в Сърбия вижте Цървена ябука (община Бабушница).  За селото в Шумадия, Сърбия вижте Цървена ябука (община Уб).
Цървена ябълка или Цървена ябука е село в Западна България. То се намира в община Кюстендил, област Кюстендил.

## География
Село Цървена ябълка се намира в планински район. Разположено е в южните склонове на Осоговска планина.

## Културни и природни забележителности
- Архитектурен паметник – пилон на загиналите през 1912-1913 г., 19151918 г. и 1944-1945 г.

## Редовни събития
Всяка година на девети август в селото в местността Пантелей се провежда земляческа среща събор.